# Kanube
Kanube ist eine Ortschaft im westafrikanischen Staat Gambia.
Nach einer Berechnung für das Jahr 2013 leben dort etwa 680 Einwohner, das Ergebnis der letzten veröffentlichten Volkszählung von 1993 betrug 531.

## Geographie
Kanube liegt in der Upper River Region (URR) Distrikt Fulladu East. Der Ort liegt unmittelbar an der South Bank Road zwischen Sotuma Sere und Allunhari, rund 4,2 Kilometer nordöstlich von Sotuma Sere entfernt.

## Kultur und Sehenswürdigkeiten
Bei Kanube wurden pre-historische Keramikfunde gemacht.